# Clément de Rome
Pour les articles homonymes, voir Saint Clément, Clément et Saint-Clément.
Clément de Rome, ou Clément Ier (en latin Clemens Romanus), mort vers la fin du Ier siècle, est l'un des premiers évêques de Rome, considéré comme le quatrième pape par l'Église catholique.
Auteur d'une importante lettre apostolique adressée à la fin du Ier siècle par l'Église de Rome à celle de Corinthe, il est surtout connu grâce à ce texte et à d'autres témoignages le concernant.
Selon que l'on suive les différentes traditions rapportées par Tertullien, Irénée de Lyon ou encore Eusèbe de Césarée, il est le premier, le deuxième ou le troisième successeur de l'apôtre Pierre à la tête de l'épiscopat de la ville. La liste officielle de l'Église catholique le considère comme le quatrième pape.
Les dates entre lesquelles il assume sa charge, traditionnellement fixées entre l'an 92 et l'an 98, sont incertaines, tout comme l'est le ministère précis dont il est investi, sans que la réalité et l'importance de son rôle dans l'Église de Rome à la fin du Ier siècle soient à remettre en cause.
Dans les Églises chrétiennes, Clément est reconnu comme « Père apostolique ». Il est vénéré comme saint et comme martyr par l'Église catholique, par l'Église orthodoxe, par l'Église copte orthodoxe et par l'Église d'Angleterre. Il est commémoré dans la liturgie le 23 novembre par l'Église latine et l'Église anglicane d'Angleterre, en diverses dates par les Églises orthodoxes, et le 29 Hathor (= 8/9 décembre grégorien) par l'Église copte.

## Évêque de Rome
Clément doit l'essentiel de sa renommée à une lettre apostolique, son seul écrit connu à ce jour, et à d'autres témoignages la concernant ; l'attribution qui lui en est faite constitue par ailleurs le seul renseignement sûr à son sujet. Néanmoins, malgré l'abondance de la matière qu'offre la lettre, son auteur reste « remarquablement dans l'obscurité ».
Vénéré comme saint et comme martyr par l'Église catholique et l'Église orthodoxe, il est considéré comme pape sous le nom de Clément Ier, même si ce titre n'apparaît qu’a posteriori, vers le IIIe siècle. Toutefois, la place exacte de cet évêque dans la succession de Pierre est sujette à caution, relevant davantage de la tradition que de l'Histoire.
Clément est un chrétien de la deuxième ou troisième génération qui, de culture grecque et peut-être d'origine judéenne, a tenu le rôle de presbytre (dirigeant et porte-parole de la communauté chrétienne de Rome), comme semble en attester au début du IIe siècle le Pasteur d'Hermas. Dans la mesure où l'épiscopat monarchique n'a pas encore de réalité, son rôle institutionnel reste difficile à préciser.
Cependant, à partir de la fin du IIe siècle, diverses sources chrétiennes l'identifient à un épiscope de Rome, mais elles ne s'accordent pas sur son rang dans la chronologie épiscopale : pour Irénée de Lyon, Clément est le troisième successeur de Pierre après Lin et Anaclet ; pour Eusèbe de Césarée, il est le troisième évêque de Rome, ainsi que, en s'appuyant probablement sur Origène, le « compagnon d'œuvre » mentionné par Paul de Tarse dans l'Épître aux Philippiens ; pour Tertullien, Clément a directement succédé à Pierre, avant Lin et Anaclet. Enfin, Jérôme de Stridon fait état de la double tradition d'Irénée et de Tertullien, en indiquant que nombre d'Occidentaux adhèrent à la version de ce dernier.
Il se peut également que Clément n'ait été qu'un des membres du presbyterium de Rome. Car le système hiérarchique de cette époque se limite encore à une organisation bipartite, avec d'une part plusieurs presbytres-épiscopes (πρεσϐύτεροι-ἐπίσκοποι / presbúteroï-epískopoï) et d'autre part les diacres, comme l'attestent aussi bien les Épîtres pastorales que la Didachè ou le Pasteur d'Hermas. La structure monarchique, avec un évêque unique assisté de presbytres et de diacres, ne s'affirmera que plus tard, vers les années 140. La définition du ministère dont Clément est investi reste donc incertaine, et il n'est pas exclu qu'il ne soit qu'un évêque parmi d'autres au sein d'une structure collégiale. Quoi qu'il en soit, la réalité et l'importance de son rôle dans l'Église de Rome à la fin du Ier siècle ne sont pas remis en cause.
Selon la tradition rapportée par Eusèbe, c'est Évariste qui succède à Clément en 99, la deuxième année du règne de l'empereur romain Trajan.

### Question de l'identification avec des homonymes historiques

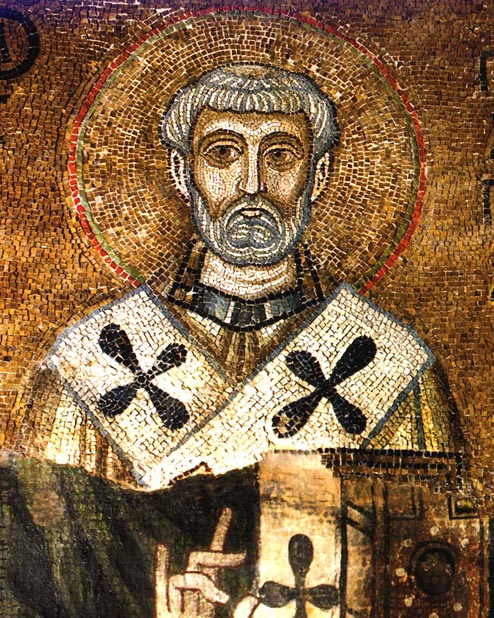
Clément de Rome, détail d'une mosaïque de la cathédrale Sainte-Sophie de Kiev, XIe siècle.

#### Clément de Rome et l’Épître aux Philippiens
Dans son Histoire ecclésiastique, Eusèbe de Césarée dit que Clément, troisième évêque des Romains après Lin et Anaclet, « a été, au témoignage de Paul de Tarse, son auxiliaire et le compagnon de ses combats », se référant sans doute à l'Épître aux Philippiens (IV, 3). Cette affirmation, qui se trouve aussi dans les écrits d'Origène et de Jérôme de Stridon, est généralement abandonnée par la recherche actuelle, car jugée improbable : le cognomen Clemens étant répandu au  Ier siècle (Tacite en mentionne cinq), il n'y a pas de raison suffisante pour identifier le Clément de l'épître aux Philippiens à Clément de Rome.

### Titus Flavius Clemens
Au XIXe siècle, plusieurs savants ont identifié Clément Ier à Titus Flavius Clemens, consul romain de l'an 95. Aujourd'hui, cette identification « relevant de la pure fantaisie » est totalement rejetée, dans la mesure où « le silence unanime des meilleures sources sur ce point serait par trop étonnant : si le pape Clément avait été consul, s'il était un Flavien et le propre cousin de l'empereur, comment ne l'aurait-on pas retenu et redit ? ». Selon Eusèbe, Clément de Rome vivait encore au début du règne de l'empereur Trajan et ce n'est qu'au IXe siècle qu'est mentionnée pour la première fois une supposée foi chrétienne du consul, sous la plume de Georges le Syncelle.
On a même supposé que Clément de Rome était un affranchi de ce consul. Cette hypothèse est concevable, mais difficile à croire dans la mesure où, si les esclaves affranchis prenaient le nomen, indication de la gens du patron (dans ce cas, Flavius), ils ne prenaient pas le cognomen, indication de la famille (dans ce cas, Clemens).

## Mort de Clément

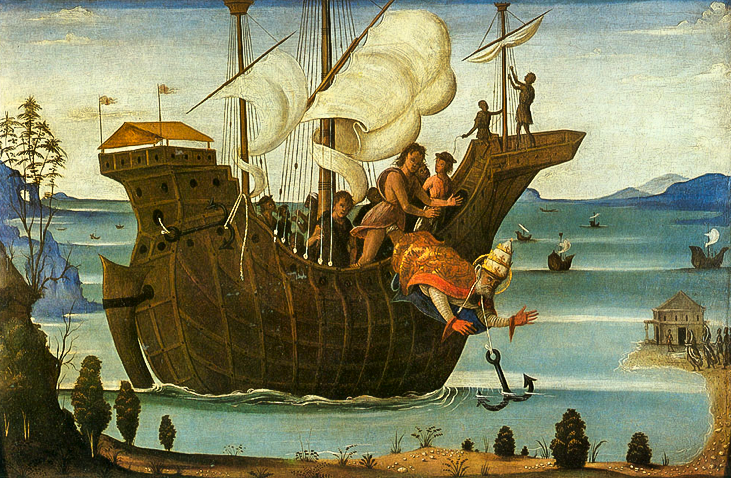
Martyre de saint Clément par Bernardino Fungai.

La tradition de l'exil de Clément, ainsi que son martyre « la troisième année de Trajan » (c'est-à-dire en l'an 100) et les miracles qui l'auraient accompagné, sont de tradition tardive et leur historicité est à rejeter : « ignorée d'Irénée et d'Eusèbe, ignorée même des rédacteurs clémentins, [cette tradition] apparaît seulement au IVe siècle, avec le Martyrium Clementis », une œuvre poétique composée en grec. Selon ce récit, l'évêque, trop influent sur l'aristocratie romaine, aurait subi l'exil en Chersonèse Taurique et, pour le punir de continuer son apostolat auprès des prisonniers, on lui aurait attaché une ancre au cou avant de le précipiter dans le Pont-Euxin.
Il semble que cette tradition du martyre de Clément soit une confusion avec Titus Flavius Clemens. « Toute une série de documents mettent, en effet, en relation Clément avec le consul Titus Flavius Clemens, cousin de Domitien, qui fut décapité en 95 ou 96 pour "indolence et/ou athéisme" », une accusation souvent portée contre les Juifs en général et en particulier contre les chrétiens.

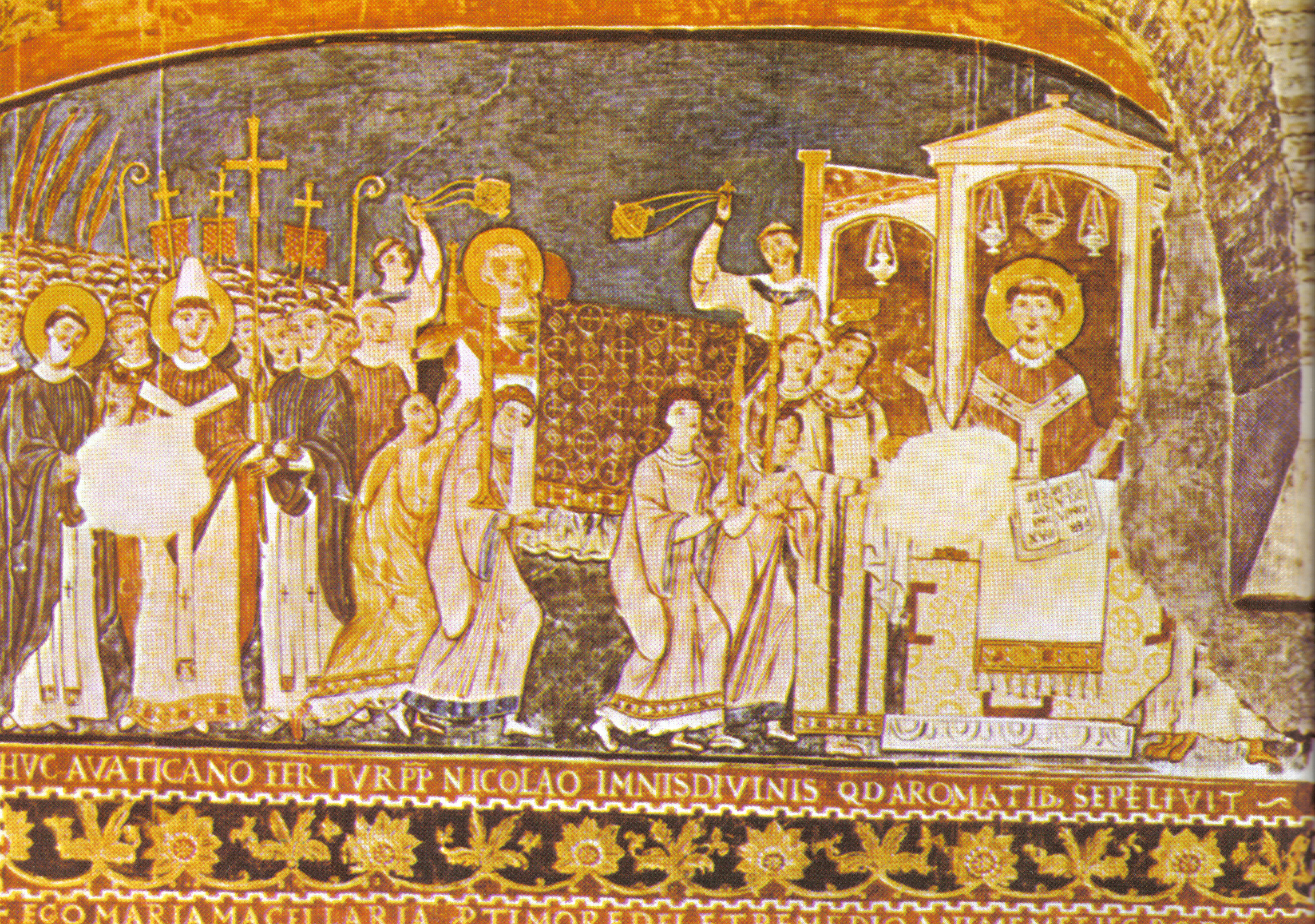
Procession amenant les reliques du pape Saint Clément Ier à la basilique Saint-Clément-du-Latran (fresque du XIe siècle).

En 867, ses reliques supposées — ou une partie d'entre elles — ont été ramenées de Crimée à Rome par les saints Cyrille et Méthode, qui les remettent au pape Adrien II (867–872). On ignore si elles ont été déposées en la basilique Saint-Clément-du-Latran. Une tradition romaine remontant à la fin du IVe siècle veut qu'elle ait été érigée à l'emplacement d'un ancien titulus Clementis, une église de maison qui aurait appartenu à l'évêque et qui était ornée au XIe siècle de fresques de la vie de Clément.

### Tradition catholique
Dans l'édition de 1584 du Martyrologe romain, la fête de saint Clément de Rome est indiquée à la date du 23 novembre : « Clément, le troisième, après le bienheureux apôtre Pierre à occuper le siège papal. Après de très remarquables actes, il a été relégué, au temps de la persécution de Trajan, dans l'île de Lycie, près de Chersonèse. Là, jeté à la mer avec une ancre attachée au cou, il a reçu la couronne du martyre. Au temps du pontife romain Nicolas Ier, son corps a été transféré à Rome et a été inhumé avec honneurs dans l'église auparavant construite à son nom ».
Depuis la révision de l'an 2001 faite sous le pape Jean-Paul II, le martyrologe romain affirme toujours à la date du 23 novembre que : « Le pape Saint Clément Ier, martyr, qui a été le troisième, après le bienheureux apôtre Pierre, à régir l'Église de Rome et qui a écrit aux Corinthiens une fameuse lettre pour consolider entre eux la paix et la concorde. À cette date on célèbre l'enterrement de son corps à Rome ». Ainsi donc, l'Église catholique tient fermement et officiellement à la tradition du martyre de Clément de Rome.

## Vénération

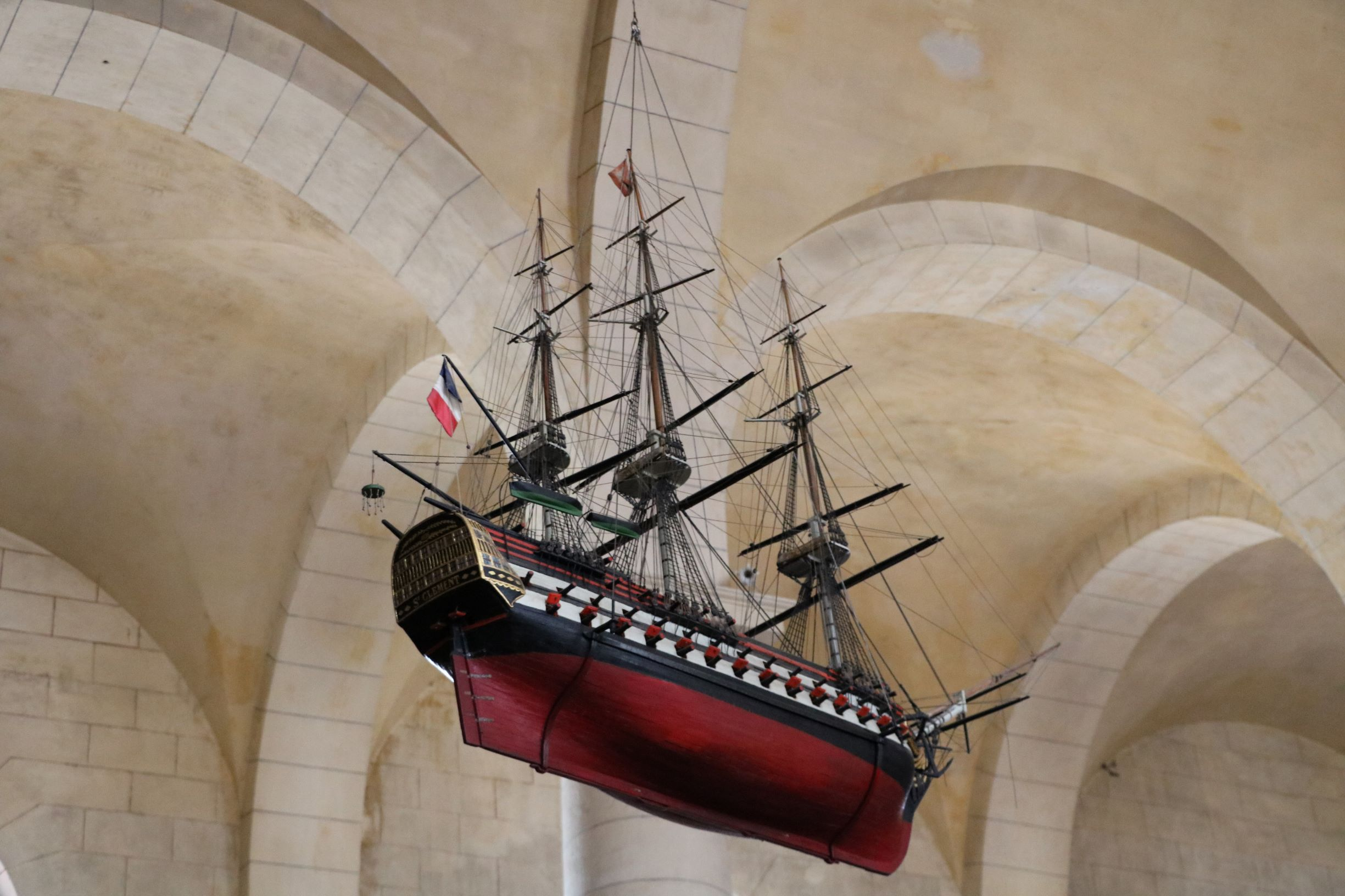
Bateau votif offert le 23 novembre 1836 par les pilotes et lamaneurs de Pauillac pour honorer la mémoire du pape Saint Clément Ier, patron des marins.

Le pape Clément Ier est vénéré comme saint et comme martyr par l'Église catholique, par l'Église orthodoxe, par l'Église copte orthodoxe et par l'Église d'Angleterre.
Il est liturgiquement commémoré le 23 novembre par les catholiques et par les anglicans. Les Églises syriaque orthodoxe, syro-malankare orthodoxe, grecques orthodoxes, syriaque catholique et catholiques orientales le célèbrent le 24 novembre, l'Église orthodoxe russe le 25 novembre, et l'Église copte orthodoxe le 8 décembre. En raison de son martyre en Crimée, le pape Clément Ier est très vénéré dans les pays de l'Europe de l'Est.
Dans la tradition catholique, le pape Clément Ier est mentionné dans la première prière eucharistique du Canon romain de la messe, avec ses prédécesseurs les papes Lin et Clet, et ses successeurs Sixte et Corneille. Il est traditionnellement représenté en habits pontificaux, chaussé de rouge, coiffé ou non de la tiare papale, et très souvent avec une ancre à ses côtés, instrument de son martyre. Il est parfois accompagné d'un agneau qui, selon une version du récit de son martyre, lui avait indiqué, durant sa déportation en Crimée, où faire jaillir une source d'eau pour aider les prisonniers dont il prenait soin.
Saint Clément Ier est le patron des mariniers, pour avoir été martyrisé précipité au fond de la mer avec une ancre à son cou. Ses travaux forcés dans les carrières de marbre en ont fait aussi le patron des marbriers.
Treize papes, parmi ses successeurs, ont choisi de porter son nom en son honneur. Trois antipapes ont également voulu porter son nom, à savoir Clément III (à la fin du haut Moyen Âge), puis Clément VII et Clément VIII (respectivement les premier et troisième « papes » d'Avignon).

## Épître de Clément aux Corinthiens

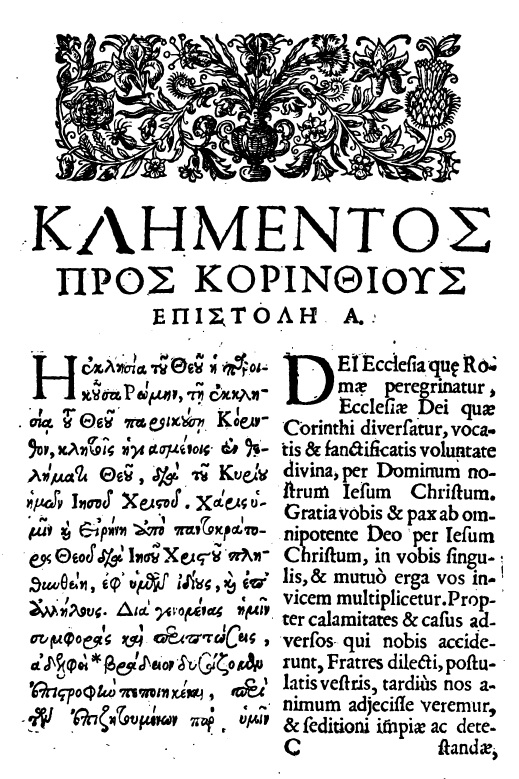
Commencement de la Première épître de Clément dans une édition d'Oxford en 1633

La lettre de Clément aux Corinthiens, intitulée Première épître de Clément (parce qu'il en existe une autre, faussement attribuée à cet auteur et appelée Seconde épître de Clément), est l'un des premiers écrits chrétiens après le Nouveau Testament.
On situe sa date de composition à la fin du règne de Domitien, c'est-à-dire 95 ou 96,,.

### Manuscrits de la lettre de Clément
Le texte de la lettre apostolique (à l'exception d'une feuille perdue) figure dans le Codex Alexandrinus, daté du début du Ve siècle. Elle est propriété du Patriarche d'Alexandrie depuis 1098, donné à Charles Ier d'Angleterre, en 1628, par Cyrille Lucar, patriarche de Constantinople et actuellement conservé à la British Library de Londres. Le texte se trouve aussi dans le Codex Hierosolymitanus, écrit vers l'an 1056. Une version latine remontant au IIe ou IIIe siècle, soit presque contemporaine de l'écriture du texte original en grec, se trouve dans un manuscrit du XIe siècle de la bibliothèque du Grand Séminaire de Namur. Elle a été identifiée en 1894 par un moine bénédictin de Maredsous, Germain Morin. Ont aussi été publiées des versions antiques syriaque et copte,

### Contexte de la lettre
La communauté chrétienne de Corinthe était en proie à des troubles internes graves, lorsque s'est produite une tentative de déposition des presbytres de leurs charges. Clément de Rome demande alors le rétablissement dans leurs fonctions des pasteurs légitimes, et appelle les révoltés à l'obéissance envers ces derniers.

### Théologie
Études approfondies
Annie Jaubert du CNRS a présenté une étude approfondie de la vision de Dieu, du Christ et de l'Esprit-Saint, susceptible de se dégager de la lettre de Clément, et que l'on peut résumer de la manière suivante :
- On ne trouve pas chez Clément de synthèse théologique. Dieu est souvent défini par ses fonctions créatrices et providentielles. C'est en outre un Père patient, compatissant et bienveillant ayant des entrailles pour ceux qui le craignent (23, 1).

- Pour Clément, le Christ est le Fils de Dieu (7, 4). Il accorde une grande importance au chant du serviteur souffrant d'Isaïe (53) et au psaume 21 (qui débute par « Mon Dieu, mon Dieu, pourquoi m'as-tu abandonné ? »). Clément présente le Christ comme le médiateur (20, 12 et 50, 7) qui apporte le salut rédempteur, et plus précisément comme le Grand Prêtre qui a versé son sang pour tous ceux qui croient et espèrent en Dieu (12, 7). Clément atteste une fois la résurrection du Christ d'entre les morts (24, 1). Il précise en outre qu'il est source de grâce, étant le protecteur et le secours de la faiblesse humaine. Par quatre fois, Clément adresse une doxologie simultanément à Dieu et au Christ (52, 8; 61, 3; 64 et 65, 2), et par deux fois au Christ seul (20, 12 et 50, 7).

- Pour Clément, l'Esprit-Saint est le grand inspirateur des Écritures (45, 2). Il est par ailleurs celui qui répand chez les fidèles piété, paix et entente fraternelle. Enfin, c'est en lui que les apôtres ont annoncé leur message (42, 3) et ont éprouvé leurs prémices qui sont les épiscopes et les diacres (42, 4). Bref, l'Esprit-Saint s'inscrit dans la réalisation du dessein de paix et de miséricorde du Créateur[43], qui aboutit à l'humanité sauvée[44].

### Témoignage sur la structure hiérarchique de l'Église
La lettre « témoigne que l'organisation en une hiérarchie tripartite, avec un évêque, des presbytres et des diacres n'est pas encore définitivement en place dans la capitale impériale à la fin du Ier siècle […] C'est l'organisation en une hiérarchie bipartite, attestée sans doute dix ou vingt ans plus tôt en 1 P 5, 1–5, avec des presbytres-évêques et des diacres, qui y est encore de règle. L'équivalence globale entre presbyteroi (presbytres/anciens) et episkopoi (évêques/surveillants) peut se déduire de l'Épître aux Corinthiens, 42, 4 ; 44, 4–5 ; 54, 2 ». Néanmoins, la Lettre rappelle que le Maître « nous a prescrit de nous acquitter des offrandes et du service divin non pas au hasard et sans ordre, mais en des temps et à des heures fixés […] Au "grand prêtre" (l'évêque) des fonctions particulières ont été fixées ; aux prêtres, on a marqué des places spéciales ; aux lévites (les prêtres) incombent des services propres ; et les laïcs sont liés par des préceptes particuliers aux laïcs », ce que plus tard les chrétiens appliqueraient non plus à la seule distinction entre le clergé et les laïcs mais aussi en assimilant "grand prêtre" à "évêque", "presbytres", "lévites" à "prêtres", et enfin les diacres.
Cette lettre est l'un des plus anciens textes théologiques et disciplinaires du christianisme, en dehors des Évangiles synoptiques et des textes apostoliques, car elle est antérieure à l'Évangile de Jean et à l'Apocalypse. On y relève des citations ou des emprunts libres à Euripide et à Sophocle. Mais l'auteur cite beaucoup plus souvent l'Ancien Testament, dont les citations constituent plus d'un quart du texte de la lettre (environ 2750 des environ 9820 mots),. Les citations correspondent généralement à la version des Septante, mais en diffèrent souvent et sont quelquefois plus fidèles au texte massorétique.

### Aspects littéraires
On y trouve aussi certains hébraïsmes, et le nom de Dieu y est remplacé par le pronom personnel « IL ». Les expressions « notre père Abraham », « notre père Jacob », et l'emploi de livres apocryphes juifs, comme l'Assomption de Moïse, révèlent une formation « familièrement judéo-chrétienne ». Le passage déjà cité du chapitre 40 sur les places respectives du "grand prêtre", des prêtres et des laïcs, offre une curieuse parenté avec la Règle de la communauté des Manuscrits de la mer Morte (appelé aussi Règle de la commune ou Manuel de discipline).
Clément emploie aussi des lieux communs de la littérature grecque, comme l'application au combat pour la vertu de métaphores tirées du stade. En effet, « il est délicat de départager les influences grecques des influences judéennes [chez Clément], tellement les unes et les autres sont mêlées. On sait que les procédés littéraires de la culture grecque sont fort bien connus des Judéens de la diaspora romaine : Paul de Tarse en est un des exemples les plus connus, il n'est nullement le seul. [...]  la culture judéenne et la culture grecque s'entrelacent chez Clément »
Paul Mattei dit : « Clément est juif et grec. L'idée de l'ordre du monde, modèle de la discipline à garder dans l'Église, vient du stoïcisme, celle de l'Église comme armée paraît se référer à un idéal romain, le recours aux exempla (vétéro-testamentaires) dans le début de l'écrit relève d'un procédé de la diatribe stoïco-cynique. Mais les thèmes stoïciens étaient déjà acclimatés dans le judaïsme, c'est l'image d'Israël en armes et non de la légion impériale qui sert de paradigme, la méditation sur les hautes figures du passé est d'allure sapientiale. En fait, si Clément est le témoin de l'assimilation d'un vocabulaire, de techniques d'exposition, de schémas conceptuels grecs, le fond reste juif ».

### Autres écrits attribués à Clément

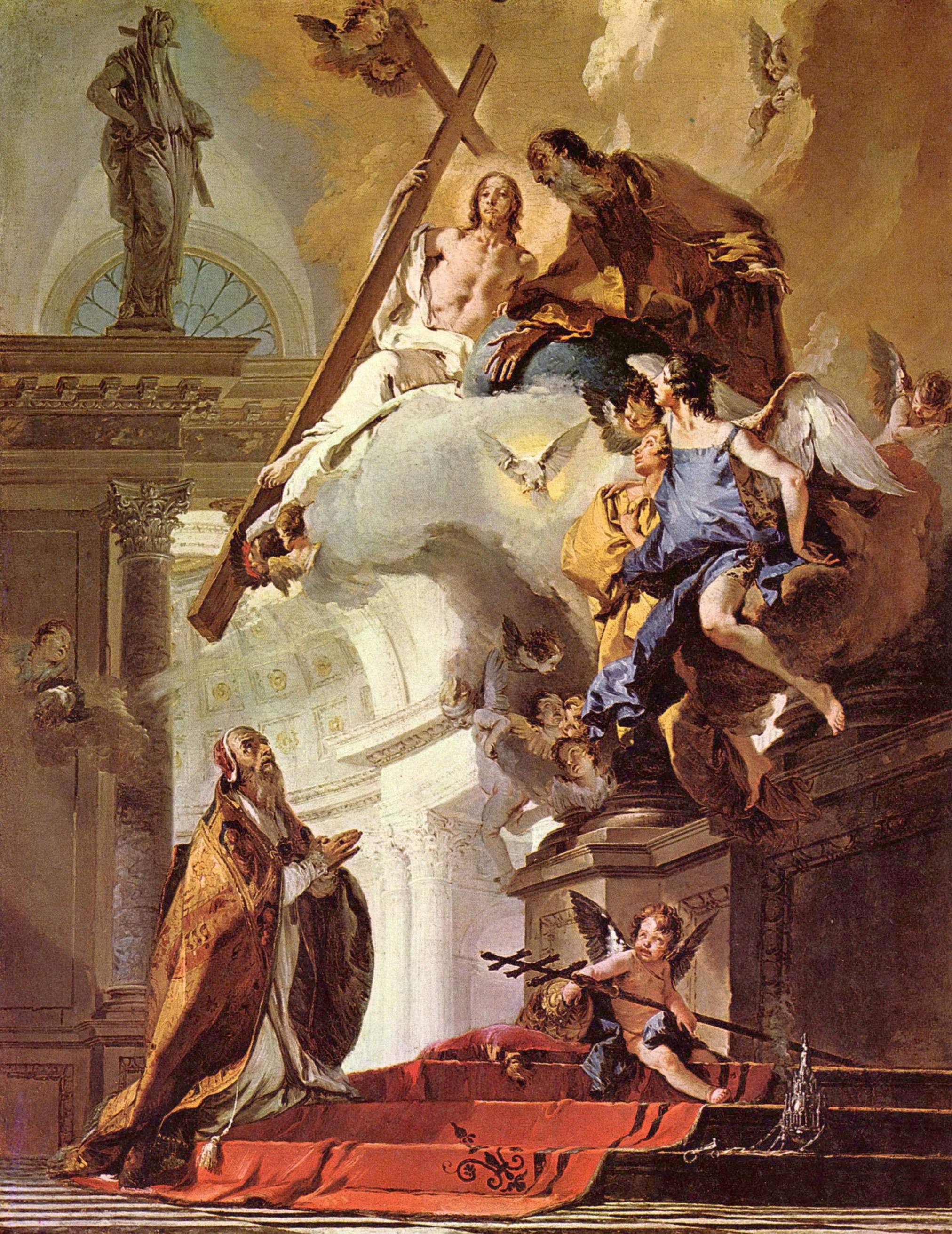
Vision de la Trinité du pape Clément, toile de Giambattista Tiepolo, vers 1730.

La renommée de Clément a conduit à lui attribuer la paternité d'autres textes :
Une « Seconde épître de Clément aux Corinthiens » date d'environ 150 et s'apparente davantage à une homélie qu'à une épître. Le Codex Alexandrinus et le Codex Hierosolymitanus (importants manuscrits datant respectivement du Ve siècle et du XIe siècle) le contiennent, ensemble avec la « Première épître de Clément aux Corinthiens ». Adolf von Harnack a cru pouvoir l'identifier non pas comme une homélie mais comme une lettre de l'évêque Soter, adressée vers 170 à l'Église de Corinthe.
Deux Épîtres aux Vierges ont été conservées dans un manuscrit syriaque écrit aux alentours de 1470 et ont été publiées avec une version latine en 1752. En 1884, on a trouvé dans un œuvre d'un moine palestinien du VIIe siècle des extraits en grec de ce qui probablement était le texte original de ces deux documents
Le Roman pseudo-clémentin se présente comme ouvrage autobiographique de Clément.
Les Constitutions apostoliques, un recueil de doctrine chrétienne, de liturgie et de discipline ecclésiastique, écrit vers la fin du IVe siècle, destiné à servir de guide pour les œuvres du clergé ainsi que pour une partie du laïcat, prétendent être l'œuvre des douze apôtres, dont les instructions sont censées avoir été transmises par le pape Clément.
On a attribué aussi à Clément cinq lettres qui font partie des Fausses décrétales, un ensemble de textes datant en réalité du IXe siècle.

### Roman pseudo-clémentin

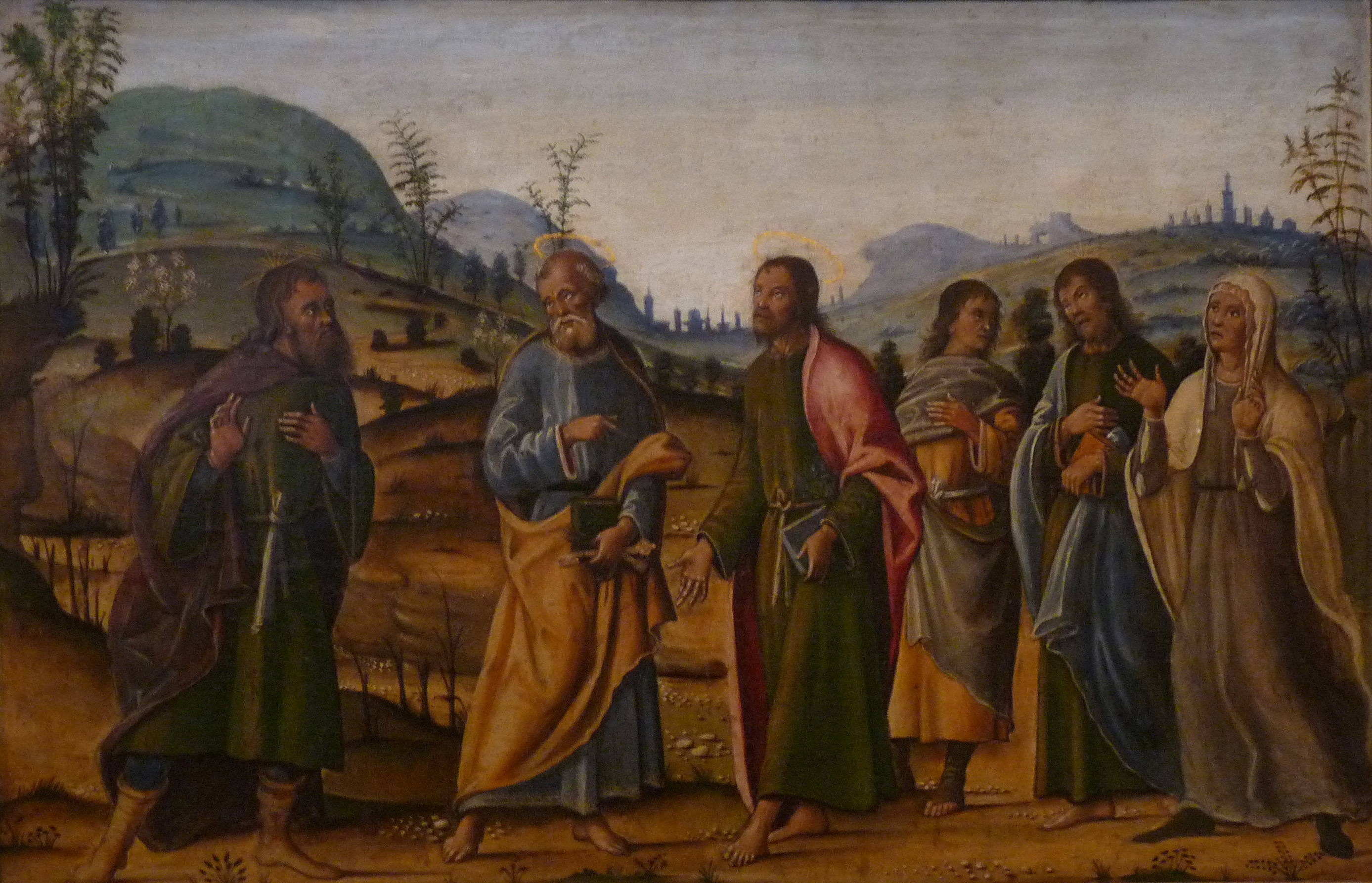
Clément, après avoir retrouvé sa mère et ses deux frères, reconnaît son père dans le vieillard fataliste (de gauche à droite : Faustus, Pierre, Clément, Nicétas et Aquila, Mattidia), tableau de Bernardino Fungai (1460–1516), Musée des Beaux-Arts de Strasbourg.

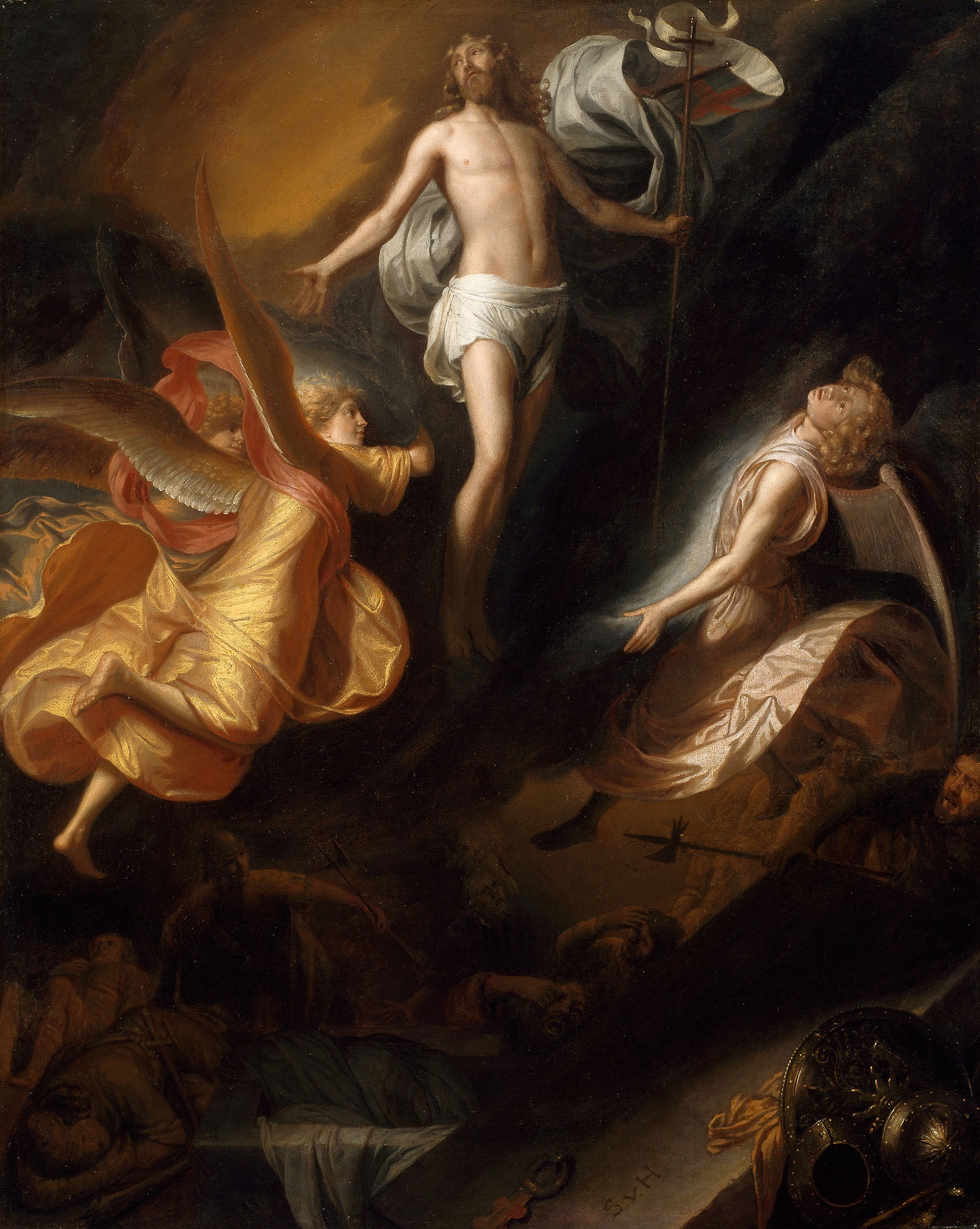
Résurrection du Christ, vers 1665/1670, Samuel van Hoogstraten (artiste), Art Institute of Chicago.

Le Roman pseudo-clémentin est un long récit conservé en deux versions : un texte grec d'avant 381 appelé Homélies (parce que contenant des sermons attribués à saint Pierre), et une version latine faite par Rufin d'Aquilée au début du Ve siècle et appelée Recognitions (ou Reconnaissances). Clément, le personnage central, rencontre l’apôtre Pierre, qui s’emploie alors à poursuivre partout, pour le réfuter, l'hérétique Simon le Magicien. Clément se joint aux disciples de Pierre, entre lesquels se trouvent les deux frères Aquila et Nicétas.
Un jour, il raconte son passé à l'apôtre. Il appartenait à une très noble famille romaine apparentée à l'empereur. Son père a atteint le rang de sénateur sous l'empereur romain Tibère (mort en mars 37). Alors que Clément avait cinq ans, sa mère Mattidia fut avertie en songe de quitter l'Italie avec ses deux autres fils, des jumeaux, dont l'un s'appelle Faustinus et l'autre Faustinianus (selon les Homélies) ou Faustus (selon les Reconnaissances). Quant à Clément, il demeure à Rome avec son père Faustus (selon les Homélies) ou Faustinianus (selon les Reconnaissances).
Comme le temps passe et qu'il est sans nouvelles des trois émigrés, le père confie Clément, alors âgé de douze ans, à des tuteurs, et part à leur recherche. Dès lors, il cesse à son tour de donner signe de vie.
Plus loin, Pierre rencontre une mendiante aux mains paralysées, qui lui raconte ses tribulations : poursuivie par les assiduités de son beau-frère, elle décide de s'éloigner avec ses deux fils jumeaux, en prétendant obéir à un avertissement divin. Au terme de ce récit, l'apôtre reconnaît Mattidia et Clément retrouve ainsi sa mère disparue.
Encore plus loin, Aquila et Nicétas se révèlent être les frères aînés de Clément. Le matin suivant, un vieil ouvrier leur affirme ne croire qu'au destin déterminé par les astres : il a été trahi par sa femme, laquelle, née sous l'étoile produisant des épouses adultères périssant dans un naufrage, n'a pourtant pas réussi à séduire son beau-frère, comme celui-ci le lui révéla plus tard, et préféra fuir avec ses fils jumeaux, en prétextant un rêve inquiétant ; elle lui laissa leur plus jeune fils. Pierre lui demande le nom de son benjamin : « Clément ». Le vieillard est Faustus/Faustinianus, le père des trois frères ! Mattidia arrive, reconnaît à son tour son mari et tombe dans ses bras,. Pour un résumé plus détaillé de l'intrigue du roman, voir Anagnorisis.
Bernard Pouderon croit distinguer derrière la figure du Clément du roman pseudo-clémentin un Clément juif, héros d'un roman judéo-hellénistique inspiré de la légende juive du consul Titus Flavius Clemens, exécuté sous Domitien pour le crime du judaïsme. Il met le Clément du roman pseudo-clémentin en relation avec saint Pierre. Le redacteur, un judéo-chrétien proche, comme le montre l'enseignement qu'il attribue à Pierre, de ceux que l'hérésiologie appelle les ébionites,, change le nom de Domitien (empereur de 81 à 96) en celui de Tibère (empereur de 14 à 37). Il établit ainsi une chronologie qui rend impossible l'identification du Clément du roman, qui est présenté comme un jeune garçon doué de raison à l'époque de l'empereur romain Tibère (mort en mars 37), au consul, qui ne naît pas avant 55-60.
Pouderon affirme aussi que derrière ce roman judéo-hellénistique, qu'il assigne au commencement du IIe siècle, il y a un autre roman de la période julio-claudienne. À l'égard de ces diverses théories de Pouderon, Jan N. Bremmer dit : « ce n'est pas très sérieux !». Pouderon discerne en outre des points communs entre la présentation de Simon le Magicien dans le roman pseudo-clémentin et la légende de Faust.
Des études de Frédéric Manns, de Donald H. Carlson et de F. Stanley Jones montrent la diversité des vues existant sur le supposé texte base des versions grecque et latine (l'écrit de base ou Grundschrift), et sur les écrits perdus qui pourraient être liés avec l'origine de ceux existants : le Kerygmata Petrou (identique au Grundschrift ou différent) et le Periodoi Petrou (Itinéraire de Pierre).

### Œuvres
- Première épître de Clément (authentique).
- Seconde épître de Clément (pseudépigraphe).
- Clavis Patrum Græcorum, 1001-1022.
- Épître aux Corinthiens (95), trad. Annie Jaubert (1971), Cerf, coll. "Sources chrétiennes", 2000, 278 p. en ligne.
- Épître aux Corinthiens, Premiers écrits chrétiens, dir. B. Pouderon, J.-M. Salamito, V. Zarini, La Pléiade, NRF, Gallimard, p. 38-72.

### Œuvres attribuées
- Seconde épître aux Corinthiens (vers 150), éd. Hemmer, Les Pères apostoliques, t. X, Paris, Picard, 1909. Trad. Matthieu Cassin : Premiers écrits chrétiens, Gallimard, coll. "La Pléiade", 2016, p. 73-84.
- Lettres aux vierges (IIIe siècle), trad. V. Desprez, Lettres de Ligugé, no 242, 1987, p. 6-31.

### Roman pseudo-clémentin
- Pseudo-clémentines, sous deux formes : Homélies pseudo-clémentines et Reconnaissances pseudo-clémentines.
  - Homélies, dites Homélies clémentines, IVe siècle, en syriaque, trad.  A. Siouville, Verdier, 1991, 418 p.
  - Roman des reconnaissances, Syrie, IIIe siècle, en latin, Les Reconnaissances du Pseudo-Clément. Roman chrétien des premiers siècles, Brepols, 1999, 649 p.
  - Le Roman pseudo-clémentin, apocryphe judéo-chrétien du IIIe siècle, met en scène Clément de Rome et saint Pierre : trad.  Alain Le Boulluec, Écrits apocryphes chrétiens, Gallimard, coll. "La Pléiade", t. II.

### Études
: document utilisé comme source pour la rédaction de cet article.
- Alexandre Faivre, Chrétiens et Églises : Des identités en construction : Acteurs, structures, frontières du champ religieux chrétien, Paris, Cerf-Histoire, 2011, 608 p.La troisième partie de cet ouvrage (p. 383-442) regroupe les recherches les plus récentes sur la Lettre de Clément de Rome : chapitre VIII : « Préceptes laïcs et commandements humains », Les fondements scripturaires de 1 Clément 40, 4 ; L'Église en question dans la Lettre de Clément de Rome : une ecclésiologie de conflit et d'intégration ; Des adversaires vus de Rome. L'art de gérer un conflit en proposant de nouvelles frontières pour l'ekklèsia.
- Alexandre Faivre, « Le « système normatif » dans la Lettre de Clément de Rome aux Corinthiens », Revue des Sciences Religieuses, t. 54, no 2,‎ 1980, p. 129-152 (lire en ligne).
- Annie Jaubert, Clément de Rome : Épitre aux Corinthiens. Introduction, texte, traduction, notes et index, Paris, Editions, 1970 (ASIN B00EZ5RO78).
- Léonard Boyle, Petit guide de Saint-Clément, Rome, Collegio San Clemente, janvier 1989 (édition revue et augmentée) (1re éd. 1963) (ASIN B003X0YRIU).
- Pierre Duthilleul, « Les reliques de Clément de Rome », Revue des études byzantines, t. 16, Mélanges Sévérien Salaville,‎ 1958, p. 85-98 (lire en ligne).
- Stanislas Giet, « Le témoignage de Clément de Rome : Sur la venue à Rome de saint Pierre », Revue des Sciences Religieuses, t. 29, no 2,‎ 1955, p. 123-136 (lire en ligne).
- Stanislas Giet, « Le témoignage de Clément de Rome : La cause des persécutions romaines », Revue des Sciences Religieuses, t. 29, no 4,‎ 1955, p. 333-345 (lire en ligne).